# Habartov
Habartov (deutsch Habersbirk, auch Haberspirk) ist eine Stadt in Tschechien. Sie befindet sich acht Kilometer nordwestlich von Sokolov (Falkenau an der Eger) im Egergraben und gehört zum Karlovarský kraj.

## Geographie

### Geographische Lage
Die Stadt liegt zwischen Erzgebirge und Kaiserwald im Falkenauer Becken am Rande eines Braunkohlenabbaugebietes. Im Osten, Süden und Westen befinden sich großflächige Tagebaue und Abraumhalden. Aus einem renaturierten Tagebaurestloch entstand der Medardsee, der sich südöstlich von Habartov befindet. Nordwestlich von Habartov befindet sich die Talsperre Horka.

### Gemeindegliederung
Die Stadt Habartov besteht aus den Ortsteilen Habartov (Habersbirk), Horní Částkov (Ober-Schossenreuth), Kluč (Rad), Lítov (Littengrün) und Úžlabí (Kolonie Kahr). Grundsiedlungseinheiten sind Habartov, Horní Částkov, Kluč, Lítov, Na Rovince (Boden) und Úžlabí.
Das Gemeindegebiet gliedert sich in die Katastralbezirke Habartov, Horní Částkov und Lítov.

### Nachbarorte
Nachbarorte sind Anenská Ves (Annadorf) im Norden, Josefov (Josefsdorf) und Radvanov (Robesgrün) im Nordosten, Bukovany (Bukwa) im Süden, Lítov (Littengrün) und Horní Částkov (Ober-Schossenreuth) im Westen sowie Hrádek (Pürgles) im Nordwesten.

## Geschichte
Die erste urkundliche Erwähnung des Ortes erfolgte 1339. Dem damaligen Besitzer Johann Prisner folgten u. a. die Familien Pergler von Perglas und die Stolz von Simbsdorf, die ihn 1573 erwarben. 1668 wurden die Grafen von Nostitz und 1719 Heinrich Mulz von Waldau neue Grundherren. Zwischen 1737 und 1790 war Haberspirk Teil der Herrschaft Hertenberg, danach bildete der Ort bis zur Ablösung der Patrimonialherrschaften im Jahre 1850 wieder eine eigene Gutsherrschaft.
Nach dem Münchner Abkommen wurde der Ort dem Deutschen Reich zugeschlagen und gehörte bis 1945 zum Landkreis Falkenau an der Eger.